# Переливание трупной крови
Переливание трупной крови (фибринолизи́рованной крови фибрино́лизной крови, када́верной крови) — переливание крови трупа, которая подверглась естественному фибринолизу внутри организма, вследствие чего утратила способность к свёртыванию.
После остановки кровотечения в брюшной или грудной полости, скопившаяся кровь становится фибринолизированной. На этом эффекте основана проба Рувилуа — Грегуара.
Трупная кровь при внезапной смерти не свёртывается. После смерти кровь густеет и сворачивается, а через 30—90 минут «разжижается». Трупная кровь, как и донорская, используется для изготовления плазмы (нативной и сухой) и других трансфузионных препаратов.

## История

Владимир Шамов в 1928 году перелил кровь от мёртвой собаки живой

Владимир Шамов в 1928 году предложил и успешно провел переливание трупной крови собаке. В 1928 году он проделал опыт: выпустил 9/10 крови у собаки, затем перелил ей кровь собаки, которая 10 часов была мертва, и обескровленная собака ожила.

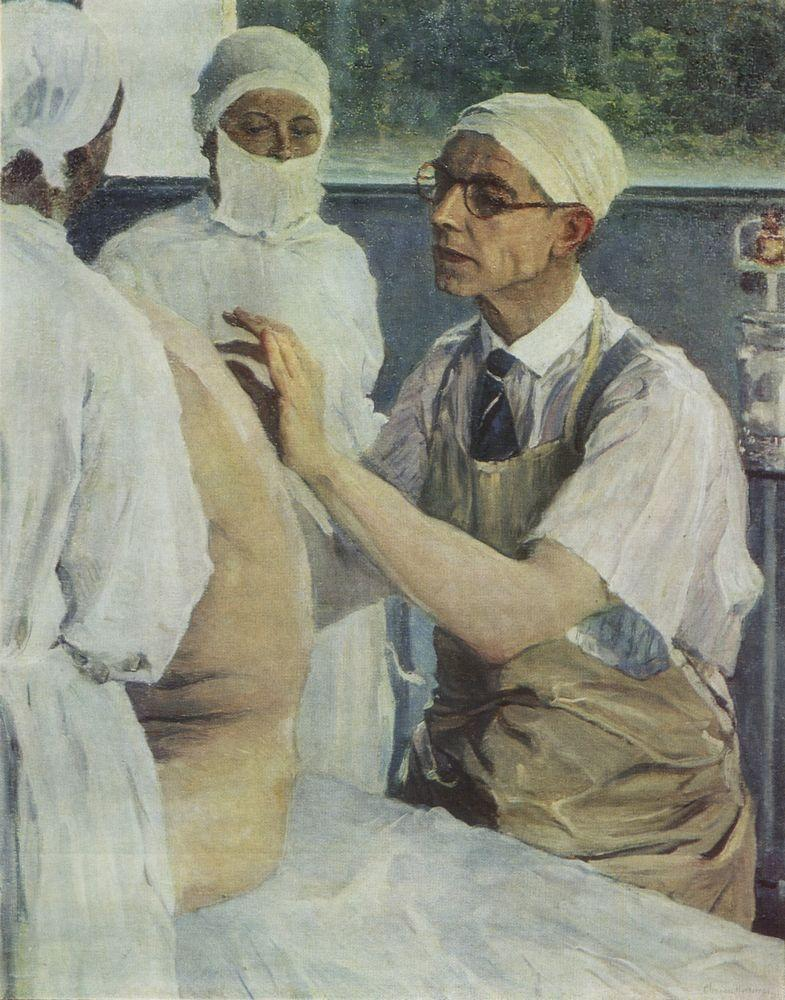
Сергей Юдин в 1930 году спас человеку жизнь с помощью переливания трупной крови

Профессор Сергей Юдин 23 марта 1930 года впервые применил в клинике переливание крови внезапно умерших людей.
23 марта 1930 года С. С. Юдин, Р. Г. Сакаян и В. А. Головинчиц первыми успешно перелили свежезаготовленную трупную кровь шестидесятилетнего мужчины тридцатитрёхлетнему мужчине, пытавшемуся покончить жизнь самоубийством вскрытием вены.
Переливание трупной крови эффективно использовали во время Гражданской войны в Испании 1936—1939 годов.
Во время Великой Отечественной войны военные врачи массово использовали для переливания трупную кровь погибших солдат.
В 1962 году Шамов и Юдин за разработку методов переливания фибринолизированной крови получили Ленинскую премию посмертно.
В 1962 году Минздрав СССР официально утвердил метод переливания трупной крови, разрешалось использовать трупную кровь из тела человека, погибшего от травмы, инфаркта или инсульта, не имевшего при жизни инфекционных или хронических заболеваний.
В СССР переливали до 2500 литров трупной крови в год с 1932 года.
В 2001 году Министерство здравоохранения России издало приказ, в соответствии с которым применение трупной крови признано нецелесообразным.
В России заготавливали 500—800 литров трупной крови в год.
В Белоруссии трупную кровь используют для переливания.
Для переливания трупной крови были разработаны различные средства и методы сбора, консервации и хранения крови, которые стали использовать и для донорской крови.

## Свойства
- Эта кровь не сворачивается из-за отсутствия в ней фибриногена и не требует добавления стабилизатора (консервирующий раствор вводят обязательно) для хранения[6].
- Обладает повышенной фибринолитической активностью, поэтому целесообразно её применение больным с повышенным тромбообразованием.

## Преимущества перед донорской кровью
- Количество послетрансфузионных реакций сокращается почти наполовину.
- Позволяет производить массивные переливания одному реципиенту без смешения крови различных доноров (от трупа в среднем можно заготовить 3 л крови, а от донора 450 мл (мужчина) или 350 мл (женщина))[2].

## Получение
Фибринолизированная кровь заготавливается от трупов людей, погибших от внезапной травмы, огнестрельного ранения, асфиксии, электротравмы, сотрясения мозга или инфаркта и т. д..
Берут её в первые 6—8 часов после смерти.